# Amblyomma hainanense
Amblyomma hainanense är en fästingart som beskrevs av Teng 1981. Amblyomma hainanense ingår i släktet Amblyomma och familjen hårda fästingar. Inga underarter finns listade i Catalogue of Life.